# Liste der Orte der Herrschaft Ruppin
Die Liste der Orte der Herrschaft Ruppin enthält jene Städte, Dörfer, Grafenburgen und Wüstungen, die nach Heinrich (1961) um das Jahr 1490 zur Herrschaft Ruppin im Heiligen Römischen Reich gehörten.

## Städte, Dörfer, Grafenburgen
| - Alt-Ruppin - Alt-Friesack - Alt-Garz - Banzendorf - Barenbusch - Barsikow - Baumgarten - Bechlin - Blankenberg - Braunsberg - Brunn - Buberow - Bückwitz - Buskow - Dabergotz - Darritz - Dessow - Dierberg - Dollgow - Dreetz - Ganzer - Gartow | - Garz - Gnewikow - Goldbeck - Gottberg - Gransee - Grieben - Groß Mutz - Groß Woltersdorf - Gühlen - Guten-Germendorf - Herzberg - Kampehl - Kantow - Karwe - Katerbow - Keller - Kerzlin - Köpernitz - Köritz - Kraatz - Krangen - Kränzlin | - Küdow - Langen - Läsikow - Leddin - Lichtenberg - Linde - Lindow - Linow - Lögow - Lüchfeld - Manker - Marienthal - Menz - Meseberg - Metzelthin - Molchow - Nackel - Neuendorf - Neuruppin - Neustadt - Netzeband - Nietwerder | - Paalzow - Plänitz - Protzen - Radensleben - Rägelin - Rheinsberg - Ribbeck - Rohrlack - Rönnebeck - Rossow (Dorf und Gut nahebei) - Rüthnick - Schönberg (bei Lindow) - Schönberg (bei Wusterhausen) - Schönermark - Schreymühle - Schwarz - Seebeck - Segeletz - Sieversdorf - Stöffin - Strubensee - Treskow | - Trieplatz - Vichel - Vielitz - Walchow - Walsleben - Werder - Wildberg - Wulkow - Wusterhausen - Wustrau - Wuthenow - Wutzez - Zechow - Zermützel - Zernikow - Zernitz - Zootzen - Zühlen |

## Wüstungen
| - Alt-Globsow - Basdorf - Briesen (bei Rheinsberg) - Buberow (bei Rheinsberg) - Buchholz (bei Wittstock) - Bütow - Burow - Dagow - Dannenfeld - Dünamünde - Eggersdorf - Feld-Grieben - Fristow - Gadow | - Garz (bei Wusterhausen) - Glambeck - Großmenow - Groß Zerlang - Gühlitz - Häsen - Heinrichsdorf - Hindenberg - Hohen-Pälitz - Kagar - Kelkendorf - Klein Zerlang - Klempow - Klosterheide | - Königstedt (bei Gransee) - Kramnitz - Kunst - Lindow - Lögow - Lüdersdorf - Lukow (bei Neuruppin) - Luhme - Möckern - Nabelsdorf - Neukammer - Poltzow - Priebs (bei Rägelin) - Pritzkow (bei Gransee) | - Prozechel - Rägelsdorf - Rauschendorf - Repente - Rheinshagen - Rottstiel - Roofen (zwei Wüstungen nahebei) - Schulzendorf - Schwanow - Sonnenberg - Stamm-Stechlin (bei Rheinsberg) - Stechlin (bei Rheinsberg) - Steinberge - Steinförde (bei Rheinsberg) | - Stendenitz - Storbeck - Tigelsdorf - Tornow - Tramnitz - Wallitz - Warenthin - Wittwien - Wüsten-Rägelin - Zeuten - Zippelsförde |